# Советская Латвия
«Советская Латвия» — ежедневная газета на русском языке, орган ЦК КПЛ, Верховного Совета и Совета Министров Латвийской ССР, с 1990 года орган ЦК Компартии Латвии. Ликвидирована решением Верховного Совета Латвийской республики о запрете деятельности Коммунистической партии.

## История
Газета считала себя правопреемницей большевистских латвийских советских газет «Наша правда» (выходила с января по май 1919 года) и «Пролетарская правда» (с июня 1940 по июнь 1941 года). Таким образом, официальной датой основания «Советской Латвии» считался январь 1919 года.
Под названием «Советская Латвия» газета выходила с 24 сентября 1944 года (первые номера вышли в Даугавпилсе). В Риге редакция располагалась на ул. Вейденбаума, 25 (ныне ул. Базницас), с 1979 года — в Доме печати на 6-7 этаже.
Тираж на 1975 год составлял 107,5 тыс. экземпляров.
В январе 1990 года Пленум ЦК Компартии Латвии принял решение преобразовать газеты «Cīņa» и «Советская Латвия» в исключительно партийные, разделив партийную и советскую, общественную печать. После этого газеты стали органами ЦК Компартии Латвии.
После восстановления независимости Латвии газета была закрыта как коммунистическое издание. Её последний номер был выпущен в сентябре 1991 года.
Большая часть коллектива затем создала газету «Панорама Латвии», которая формально не являлась правопреемником «Советской Латвии», но базировалась на тех же социалистических идеях.

## Отделы
- Отдел партийной жизни
- Отдел пропаганды
- Отдел промышленности
- Отдел сельского хозяйства
- Отдел науки
- Отдел культуры
- Отдел спорта
- Отдел писем
- Отдел иллюстраций
- Отдел собкоровской сети
- Служба выпуска газеты: секретариат, корректура, машинописное бюро, водители.

## Редакционный коллектив
- Редакторы: Н. П. Салеев, А. Е. Василёнок (с 1984 года), В. А. Стефанович[3].
- Редакторат: О. И. Игнатов, Ю. Д. Дмитриев, В. Чухланцев, В. И. Минаев.
- Секретариат: О. И. Мешков, С. И. Лепешков, В. Дубровский, Л. Шаковец, Л. И. Гайлиш.
- Журналисты: В. М. Гехт, Т. Письменная, З. А. Златопольский, В. Строкалев, В. И. Полянский, Ю. Гланц, П. И. Антропов, К. В. Загоровская, В. А. Голубев, Э. Париянц, Б. Б. Брюханов, В. Ройтман, Е. Заруцкая, С. В. Ильичёва, Э. А. Плетикос, П. С. Кириллов, В. Варламов, В. М. Резник-Мартов , А. Григорян, Т. Шишкина, Э. Лапидус, Л. Б. Прибыльская, В. Сметанников, И. Б. Гейман, А. П. Паршин, Л. П. Язев, Э. Ж. Дамберг, В. Спила, М. А. Сваринская, Е. Елькин, И. Чернявский, Г. Поммере, Л. Плесниеце.
- Отдел иллюстраций: заведующий Людвиг Грасс, художники: Леонид Лаврентьев, Владимир Решетов, фотокорреспонденты: Ю. А. Житлухин, Л. П. Шалдаев, А. Шапиро.
- Собкоровский корпус: Геннадий Малиновский, Евгений Мажан (1944—2007), работал в «Советской Латвии» с 1969 по 1989 год, Владимир Фарбер.
- Переводчики: Гарри Гайлит[4], З. В. Морозова.
- Заведующий редакцией: Ш. А. Мотель, М. Я. Морозова.

## Награды
Газета награждена орденом Трудового Красного Знамени.

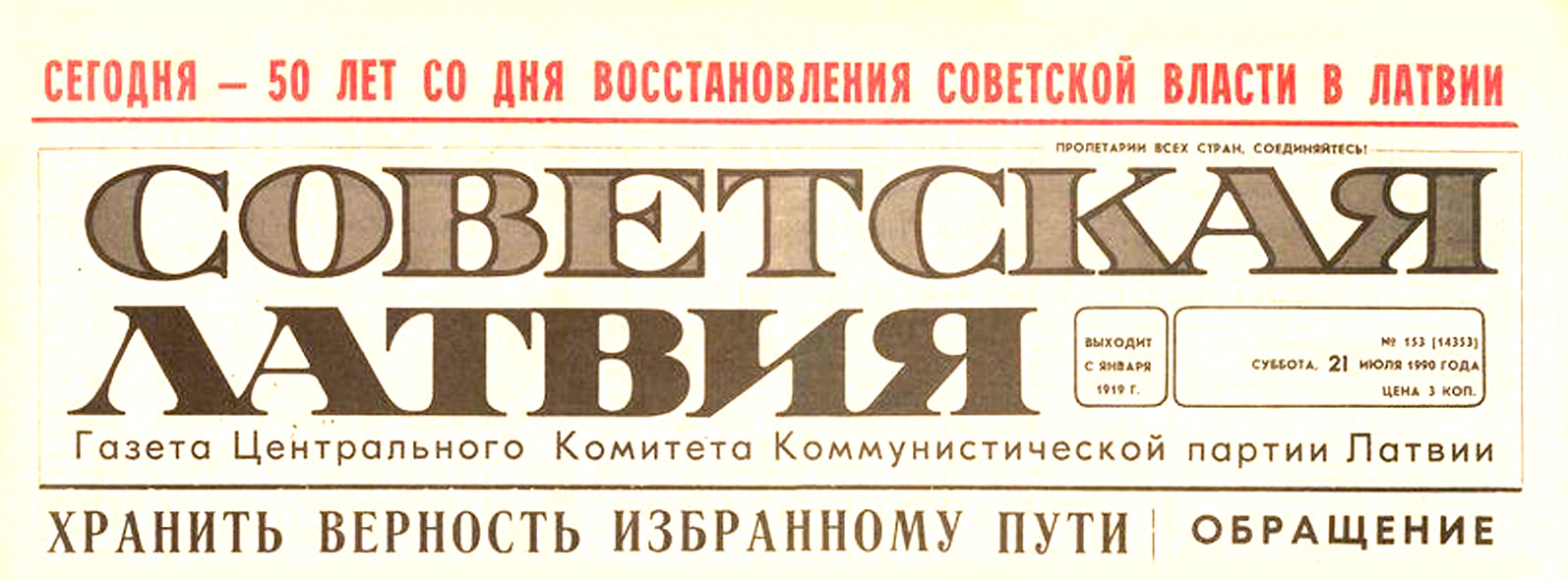
Заголовок газеты «Советская Латвия», выпущенной 21 июля 1990 года